# Titanoboa
Titanoboa cerrejonensis
Genre
Espèce
Titanoboa (littéralement « boa titanesque ») est un genre fossile de très grands serpents ayant vécu durant le Paléocène moyen et supérieur dans ce qui est actuellement la Colombie. La seule espèce connue, Titanoboa cerrejonensis, a été décrite en 2009 à partir de 186 fossiles découverts dans la mine de charbon de Cerrejón (La Guajira), située dans le nord du pays. L'anatomie de l'animal n'était à l'origine connue que par des vertèbres et des côtes, mais des fouilles ultérieures ont collecté des parties du crâne et des dents. Titanoboa appartient à la famille des Boidae et plus particulièrement à la sous-famille des Boinae. Il est étroitement lié aux actuels boïnés de Madagascar et des îles du Pacifique.
D'une longueur estimée de 13 à 14 m, pour une masse corporelle estimée entre 730 et 1 135 kg, Titanoboa est le plus grand serpent connu à ce jour, surpassant Gigantophis, daté de l'Éocène et trouvé en Égypte. Titanoboa a évolué après l'extinction des dinosaures. C'est l'un des plus grands reptiles apparus après l'extinction Crétacé-Paléogène. Ses vertèbres sont très robustes et larges, avec une forme pentagonale en vue antérieure, comme chez les autres représentants des Boinae. À l'origine considéré comme un superprédateur, la découverte des os du crâne montre qu'il était probablement spécialisé dans la chasse aux poissons.

## Historique des recherches
| Mine de charbon de Cerrejón\| Localisation de la La Guajira en Colombie \| |
| Localisation de la La Guajira en Colombie                                  |

| Localisation de la La Guajira en Colombie |

En 2002, lors d'une expédition menée dans les mines de charbon de Cerrejón à La Guajira, en Colombie, lancée par l'université de Floride et le Smithsonian Tropical Research Institute (en), de grandes vertèbres thoraciques et des côtes sont mises au jour par les étudiants Jonathon Bloch et Carlos Jamarillo,. Plus de restes sont déterrés au cours de l'expédition, totalisant finalement 186 fossiles provenant de 30 individus. L'expédition dure alors jusqu'en 2004, au cours de laquelle les fossiles de Titanoboa sont référés à tort comme ceux de crocodiles. Ceux-ci furent trouvés en association avec d'autres fossiles de grands reptiles provenant de tortues et de crocodiliens de la formation de Cerrejón (en), datant de l'époque mi-tardive du Paléocène (environ 60 à 58 millions d'années), une période située juste après l'extinction Crétacé-Paléogène. Avant cette découverte, peu de fossiles de vertébrés du Paléocène avaient été trouvés dans les anciens environnements tropicaux d'Amérique du Sud. Les fossiles sont ensuite transportés au musée d'histoire naturelle de Floride, où ils sont étudiés et décrits en 2009 par une équipe internationale de scientifiques canadiens, américains et panaméens, dirigée par Jason J. Head de l'université de Toronto. Les éléments fossiles du serpent sont décrits comme provenant d'un nouveau boïdé géant qu'il nomment Titanoboa cerrejonensis. Le nom de genre Titanoboa dérive du mot grec τιτάν / titan « titan », « géant », en combinaison de Boa, le genre type de la famille des boïdés, donnant un mot-valise voulant littéralement dire « boa titanesque ». L'épithète spécifique fait référence à la région de Cerrejón, lieu d'où le taxon est connu. L'holotype désigné est une vertèbre dorsale unique cataloguée UF/IGM 1, qui est utilisée par Head et ses collègues pour compléter les estimations initiales de la taille de T. cerrejonensis.
Une autre expédition menée en 2011 dans la même région trouve plus de fossiles de Titanoboa. Cette fois-ci, l'expédition revient avec trois crânes désarticulés, faisant de ce dernier l'un des rares serpents fossiles connus préservant du matériel crânien. Ces mêmes fossiles sont associés à du matériel postcrânien, confirmant leur référence à ce taxon. Bien que les crânes ne soient formellement pas décrits, un article de la BBC de 2012 et un résumé de la Société de paléontologie des vertébrés de 2013 les concernant ont été publiés. Un documentaire sur l'animal intitulé Titanoboa: Monster Snake (en) est d'ailleurs diffusé en 2012 en plus d'une exposition itinérante du même nom, qui dura de 2013 à 2018. En 2023, certaines vertèbres du spécimen référée catalogué UF/IGM 16 sont réaffectées comme provenant d'un paléophiinée indéterminée.

## Description

### Taille

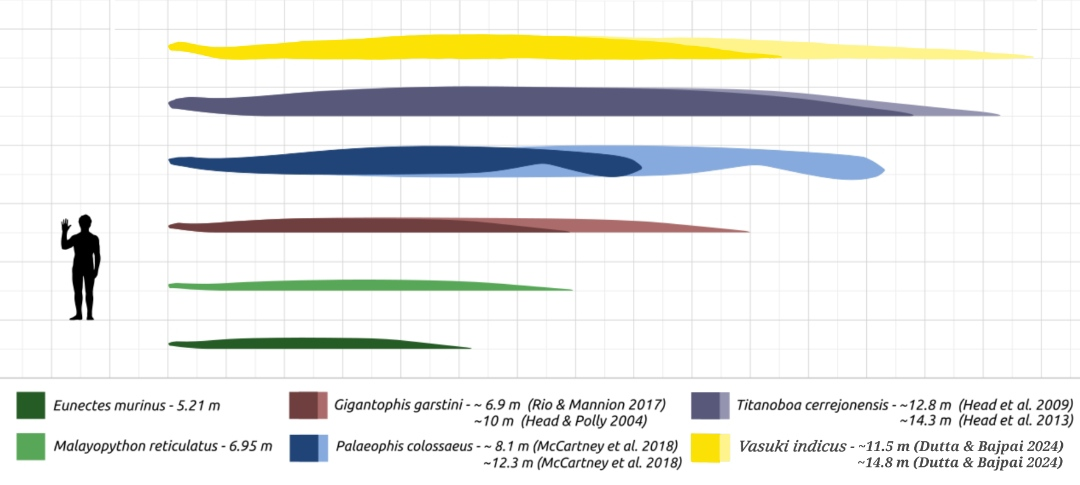
Taille comparée de Titanoboa par rapport à l'homme, Vasuki, Palaeophis, Gigantophis, le python réticulé et l'anaconda vert.

D'après la taille des vertèbres, Titanoboa est le plus grand serpent connu des archives fossiles. Chez les constricteurs modernes comme les boïdés et les pythonidés, l'augmentation de la taille du corps est obtenue grâce à des vertèbres plus grandes plutôt qu'à une augmentation du nombre d'os constituant le squelette, permettant des estimations de longueur basées sur des os individuels. Sur la base d'une comparaison entre les vertèbres de Titanoboa non déformées et le squelette des boas modernes, Head et ses collègues découvrent que les spécimens analysés s'inscrivent dans une position vers la moitié postérieure de la colonne vertébrale pré-cloacale, à environ 60 à 65 % en arrière des deux premières vertèbres cervicales. En utilisant cette méthode, les estimations initiales de la taille proposent une longueur totale du corps d'environ 12,82 m. La découverte ultérieure du matériau crânien a permis des estimations de taille basées sur les proportions de longueur du crâne par rapport au corps. L'application des proportions d'anaconda au crâne de 40 cm de Titanoboa donne une longueur totale du corps d'environ 14,3 m. Le poids est déterminé en comparant Titanoboa à l'anaconda vert existant et à Python natalensis, ce qui donne un poids compris entre 652 et 1 819 kg, avec une estimation moyenne de 1 135 kg. Ces estimations dépassent de loin les plus grands serpents modernes, l'anaconda vert et le python réticulé, ainsi que le précédent détenteur du record, le madtsoïdé (en) Gigantophis. En 2024, Vasuki indicus (en), un madstoiidé (en), est à son tour décrit comme le plus long serpent connu, surpassant ainsi Titanoboa. Bien que les dimensions vertébrales de Vasuki soient inférieures à celles de Titanoboa (estimées à 12,8 m ± 2,2 m), les estimations de longueur maximale y indiquent un corps plus long,. L'existence de huit spécimens supplémentaires de taille similaire à celle utilisée dans ces calculs implique que Titanoboa atteignait régulièrement des proportions massives. En 2016, Feldman et ses collègues estiment qu'un individu de 13 m de long aurait pesé 730 kg au maximum sur la base de leur équation pour estimer la taille corporelle des boïdés.

### Morphologie

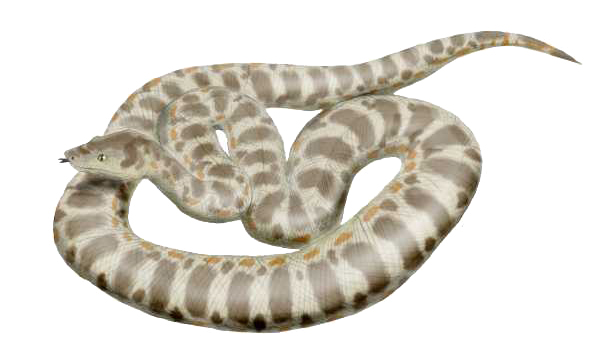
Reconstitution par Nobu Tamura de T. cerrejonensis.

De nombreux fossiles de Titanoboa sont incomplets ou non décrits, constitués principalement de vertèbres thoraciques situées avant le cloaque. Les vertèbres de Titanoboa possèdent les mêmes caractéristiques que les autres boïdés et en particulier Boa, tel qu'un court processus prézygapophysaire pointant vers l'arrière sur ces vertèbres. Cependant, Titanoboa est distinct en raison de leur robustesse et de leur épine neurale uniquement en forme de « T ». L'épine neurale a également une marge postérieure élargie et un processus antérieur mince en forme de lame. Il a également des foramens beaucoup plus petits sur ses côtés centraux et latéraux, contrairement à ceux de nombreux autres boïdés.
Le crâne n'est que brièvement décrit dans un résumé de 2013. Selon ce même résumé, Titanoboa a une grande quantité de positions de dents palatines et marginales par rapport aux autres boïdés. L'os carré est orienté à un angle faible et l'articulation du palatin au ptérygoïde et du ptérygoïde au carré est fortement réduite, un trait absent chez ses proches parents. Les dents en elles-mêmes sont faiblement ankylosées, ce qui signifie qu'elles ne sont pas fortement connectées à la mâchoire.

## Classification
Titanoboa est placé dans la famille des Boidae, une famille de serpents contenant les constricteurs, qui ont évolué au cours du Crétacé supérieur dans ce qui sont aujourd'hui les Amériques. Ils sont un groupe largement distribué, avec six sous-familles trouvables sur presque tous les continents, avec Titanoboa étant dans la sous-famille des Boinae basée sur la morphologie des vertèbres. Tous les boïnés connus viennent des Amériques, atteignant aussi loin au nord que le Mexique et les Antilles et au sud de l'Argentine. Titanoboa est également le seul genre connu de boïné éteint, tous les autres genres de boïnés étant encore vivants,.
Le matériau crânien confirme le placement initial de Titanoboa au sein de la sous-famille, désormais également soutenu par la choane palatine réduite. Le résumé de 2013 récupère Titanoboa comme étant étroitement lié aux taxons des îles du Pacifique et de Madagascar, reliant les boïdés de l'Ancien Monde et du Nouveau Monde et suggérant que les deux lignées ont divergé au plus tard au Paléocène. Cela placerait Titanoboa à la base des Boinae, un résultat corroboré par une étude de 2015.
Le cladogramme simplifié ci-dessous suit l'analyse phylogénétique d'Head (2015) :
|  | Chilabothrus                                           |
|  |                                                        |
|  | \| \| Epicrates \| \| \| \| \| \| Eunectes \| \| \| \| |
|  |                                                        |
|  | Epicrates                                              |
|  |                                                        |
|  | Eunectes                                               |
|  |                                                        |

|  | Epicrates |
|  |           |
|  | Eunectes  |
|  |           |

|  | Chilabothrus                                           |
|  |                                                        |
|  | \| \| Epicrates \| \| \| \| \| \| Eunectes \| \| \| \| |
|  |                                                        |
|  | Epicrates                                              |
|  |                                                        |
|  | Eunectes                                               |
|  |                                                        |

|  | Epicrates |
|  |           |
|  | Eunectes  |
|  |           |

|  | Chilabothrus                                           |
|  |                                                        |
|  | \| \| Epicrates \| \| \| \| \| \| Eunectes \| \| \| \| |
|  |                                                        |
|  | Epicrates                                              |
|  |                                                        |
|  | Eunectes                                               |
|  |                                                        |

|  | Epicrates |
|  |           |
|  | Eunectes  |
|  |           |

|  | Chilabothrus                                           |
|  |                                                        |
|  | \| \| Epicrates \| \| \| \| \| \| Eunectes \| \| \| \| |
|  |                                                        |
|  | Epicrates                                              |
|  |                                                        |
|  | Eunectes                                               |
|  |                                                        |

|  | Epicrates |
|  |           |
|  | Eunectes  |
|  |           |

|  | Chilabothrus                                           |
|  |                                                        |
|  | \| \| Epicrates \| \| \| \| \| \| Eunectes \| \| \| \| |
|  |                                                        |
|  | Epicrates                                              |
|  |                                                        |
|  | Eunectes                                               |
|  |                                                        |

|  | Epicrates |
|  |           |
|  | Eunectes  |
|  |           |

|  | Chilabothrus                                           |
|  |                                                        |
|  | \| \| Epicrates \| \| \| \| \| \| Eunectes \| \| \| \| |
|  |                                                        |
|  | Epicrates                                              |
|  |                                                        |
|  | Eunectes                                               |
|  |                                                        |

|  | Epicrates |
|  |           |
|  | Eunectes  |
|  |           |

|  | Chilabothrus                                           |
|  |                                                        |
|  | \| \| Epicrates \| \| \| \| \| \| Eunectes \| \| \| \| |
|  |                                                        |
|  | Epicrates                                              |
|  |                                                        |
|  | Eunectes                                               |
|  |                                                        |

|  | Epicrates |
|  |           |
|  | Eunectes  |
|  |           |

|  | Chilabothrus                                           |
|  |                                                        |
|  | \| \| Epicrates \| \| \| \| \| \| Eunectes \| \| \| \| |
|  |                                                        |
|  | Epicrates                                              |
|  |                                                        |
|  | Eunectes                                               |
|  |                                                        |

|  | Epicrates |
|  |           |
|  | Eunectes  |
|  |           |

## Paléobiologie
Au départ, il fut admis que Titanoboa agissait comme un anaconda actuel en raison de sa taille et de l'environnement dans lequel il vivait, les chercheurs suggérant qu'il se nourrissait peut-être de la faune de crocodylomorphe locale. Cependant, dans le résumé de 2013, Head et ses collègues notent que le crâne de ce serpent présente de multiples adaptations à un régime piscivore, notamment l'anatomie du palais, le nombre de dents et l'anatomie des dents elles-mêmes. Ces adaptations ne sont pas observées chez d'autres boïdés, mais ressemblent étroitement à celles des serpents caeonphidiens actuels avec un régime piscivore. Un tel mode de vie serait soutenu par les vastes rivières de la Colombie du Paléocène, ainsi que par les poissons fossiles (dipneustes et ostéoglossomorphes) récupérés dans la formation de Cerrejón (en).

## Paléoécologie

### Habitat
En raison du climat chaud et humide du Paléocène, la région de l'actuel Cerréjon était une plaine côtière couverte de forêts tropicales humides avec de grands écosystèmes fluviaux, habités par divers animaux d'eau douce. Parmi les reptiles, il y a trois genres différents de dyrosauridés, des crocodylomorphes qui ont survécu à l'extinction Crétacé-Paléogène indépendamment des crocodiliens modernes. Les genres coexistant aux côtés de Titanoboa incluent le grand Acherontisuchus (en), Anthracosuchus (en) de taille moyenne et le relativement petit Cerrejonisuchus,. Des tortues ont également vécu dans les zones humides et tropicales du Paléocène colombien, donnant naissance à plusieurs espèces de taille considérable telles que Cerrejonemys (en) et Carbonemys.
Les forêts tropicales de la formation de Cerrejón (en) reflètent les forêts tropicales modernes dont les familles constituent l'essentiel de la végétation. Mais, contrairement aux forêts tropicales actuelles, ces forêts du Paléocène avaient moins d'espèces. Bien qu'il soit possible que cette faible diversité soit le résultat de la nature humide de l'environnement de dépôt, des échantillons d'autres localités au cours de la même période suggèrent que toutes les forêts qui ont surgi peu de temps après l'extinction massive du Crétacé-Paléogène étaient de composition similaire. Cela indique que la faible diversité végétale de l'époque était le résultat direct de l'extinction massive l'ayant précédée,. Les plantes trouvées dans ces forêts du Paléocène comprennent la fougère flottante Salvinia et divers genres de Zingiberales et d'Araceae.

### Paléoclimat
Dans la description officielle du taxon publiée en 2009, Head et ses collègues corrèlent le gigantisme observé chez Titanoboa avec les conditions climatiques de son environnement. En tant qu'ectotherme poïkilothermique, la température interne et le métabolisme de Titanoboa dépendaient fortement de la température ambiante, qui à son tour affecterait la taille de l'animal. En conséquence, les grands animaux ectothermes se trouvent généralement sous les tropiques et leur taille diminue à mesure que l'on s'éloigne de l'équateur. À la suite de cette corrélation, les auteurs suggèrent que la température annuelle moyenne peut être calculée en comparant la taille corporelle maximale des animaux poïkilothermes trouvés dans deux localités. Sur la base de la relation entre les températures dans les néotropiques modernes et la longueur maximale des anacondas, Head et ses collègues calculent une température annuelle moyenne d'au moins 32–33 °C pour la région équatoriale du Paléocène d'Amérique du Sud. Les estimations sont cohérentes avec un climat chaud du Paléocène comme le suggère une étude publiée en 2003, et légèrement plus élevé d'entre 1 et 5 °C que les estimations dérivées des isotopes de l'oxygène des foraminifères planctoniques. Bien que ces estimations dépassent les températures des forêts tropicales actuelles, le document fait valoir que l'augmentation de la température est compensée par des quantités plus élevées de précipitations.
Cependant, cette conclusion est remise en question par plusieurs chercheurs après la publication de l'article. J. M. Kale Sniderman utilise la même méthodologie qu'Head et ses collègues sur le varan du Pléistocène Varanus priscus, en le comparant au dragon de Komodo existant. Sniderman calcule qu'en suivant cette méthode, les tropiques modernes devraient pouvoir supporter des lézards beaucoup plus grands que ce qui est observé aujourd'hui, ou à l'inverse, que Varanus priscus est beaucoup plus grand que ce qu'impliquerait la température ambiante de son aire de répartition d'origine. En conclusion, il est avancé que les forêts tropicales humides du Paléocène n'ont peut-être pas été plus chaudes que celles d'aujourd'hui et que la taille massive de Titanoboa et de Varanus priscus pourrait plutôt être le résultat d'un manque de compétition significative entre les mammifères. Mark W. Denny, Brent L. Lockwood et George N. Somero sont également en désaccord avec la conclusion d'Head, notant que bien que cette méthode soit applicable aux poïkilothermes plus petits, elle n'est pas constante dans toutes les gammes de taille. Comme l'équilibre thermique est atteint grâce à la relation entre le volume et la surface, ils soutiennent que la grande taille de Titanoboa couplée aux températures élevées proposées par Head et ses collègues signifierait que l'animal surchaufferait facilement s'il se reposait dans un état enroulé. Les auteurs concluent que plusieurs facteurs clés influencent la relation entre Titanoboa et la température de la zone qu'il habitait. Une posture variable pourrait aider à se rafraîchir si nécessaire, le comportement au soleil ou l'absorption de chaleur à travers le substrat sont tous deux inconnus et la nature potentiellement semi-aquatique de l'animal crée des facteurs supplémentaires à prendre en compte. En fin de compte, Denny et ses collègues soutiennent que la nature du serpent géant en fait un mauvais indicateur du climat du Paléocène et que la température annuelle moyenne doit avoir été de 4 à 6 °C plus froide que l'estimation actuelle.
Ces problèmes, ainsi que les ajustements suggérés par Makarieva, sont abordés par Head et son équipe la même année, arguant que Denny et ses collègues comprennent mal leur modèle proposé. Ils rétorquent que la méthode tient compte des variations causées par la taille du corps et qu'elle est en outre basée sur les plus grands serpents existants, ce qui en fait une méthode appropriée. Ils ajoutent également que les résultats récupérés sont cohérents avec les grands serpents existants, qui sont également connus pour effectuer une thermorégulation par le comportement. La proposition de Sniderman selon laquelle la corrélation entre la taille corporelle et la température est incompatible avec les varans modernes est abordée en deux volets. D'une part, soutient Head, les dragons de Komodo sont une mauvaise analogie car ils sont géographiquement limités aux îles d'Indonésie, ce qui limite la taille qu'ils pourraient atteindre alors que l'anaconda vert et Titanoboa sont des animaux du continent sud-américain. Deuxièmement, la réponse note que les estimations de taille utilisées pour Varanus priscus sont surestimées et peu fiables, étant basées sur des rapports secondaires qui ne correspondent pas à des estimations mieux étayées indiquant une plage de 2,19 à 4,7 m pour ce dernier.